# The Hour of Death
The Hour of Death (conocido en Latinoamérica bajo la traducción literal de "La Hora de la Muerte") es el décimo episodio de la segunda temporada de la serie de televisión estadounidense de drama/policíaco/sobrenatural/Fantasía oscura Grimm. El guion principal del episodio fue escrito por el guionista Alan Di Fiore, y la dirección general estuvo a cargo de Darnill Martin. 
El episodio se transmitió originalmente el 2 de noviembre del año 2012 por la cadena de televisión NBC. Mientras que en América Latina el episodio se estrenó el 3 de diciembre del mismo año por el canal Universal Channel.
En este episodio la reputación de Nick ante la comunidad Wesen peligra, cuando un cadáver aparece con características parecidas a mutilaciones que los Grimm practicaban en sus épocas más antiguas y sanguinarias, lo que deja tanto a Nick como a sus amigos con la sorprendente interrogante de la posible presencia de un nuevo Grimm en Portland.

## Argumento
La creciente desesperación de Nick por resolver el caso del secuestro a una joven llamada Donna Reynolds, le provoca un terrible problema con el principal sospechoso del delito, Adrian Zayne, quien se encontraba quemando fotos de la secuestrada en su hogar, además de revelarse como un Schakle. Al no tener evidencia suficiente para retenerlo en la comisaría, Nick decide prepararse para interrogar a Zane con ayuda de una ballesta empapada de un suero de verdad. No obstante al llegar al hogar del sospechoso, Nick se topa con el mutilado cadáver del Shcakle y a un confundido Hank, quien cree que su amigo es responsable del delito. Al poco tiempo, Wu llega a la escena con varios policías, explicando que recibieron una llamada de confesión de Zane y que han podido encontrar el paradero de la secuestrada.   
Cuando la noticia del homicidio de Zane es publicada en la televisión, los extraños símbolos marcados en el cuerpo del fallecido alteran y llaman la atención tanto de Monroe como de Bud, quienes se ven desesperados por comunicarse con el Grimm. Nick pasa a la casa de Monroe para hablar del tema acompañado de Hank. El Blutbad les comenta que el símbolo era utilizado por un antiguo escuadrón de asesinos Grimm, los cuales se caracterizaban bastante por su falta de misericordia y violencia extrema. Al escuchar esto, Nick comienza a preguntarse la posibilidad de la presencia de otro Grimm en Portland, pero no es sino hasta que recibe una llamada telefónica del responsable, en el que termina confirmando el dato.    
Al anochecer, el misterioso asesino de Zane, sube al internet el vídeo que contiene la tortura a la que fue sometido el Schakal para confesar el crimen. Al día siguiente, siguiendo su protocolo de trabajo y dispuestos a terminar de cerrar el caso del secuestro a Donna Reynolds; Nick y Hank van al hogar de la familia para interrogar a la víctima de detalles que ayuden en el caso. Con la ayuda de la confesión de Donna y un vídeo de seguridad de la escena del crimen, los detectives rastrean a Richard Berna, el dueño de la única camioneta que salió de la escena del crimen a la misma hora en que Donna fue secuestrada y un wesen que se muestra asustado por su vida al identificar a uno de los policías como un Grimm. Durante el arresto y el interrogatorio de Richard niega tener que ver con el secuestro y acusa a Nick de querer asesinarlo. El interrogatorio es detenido, cuando los detectives descubren evidencia suficiente en la camioneta para condenar a Berna. Sin embargo en el momento en que regresan a la comisaría, se revela que el sospechoso fue liberado.
Mientras en tanto el Capitán Sean Renard llama a Juliette en secreto y cita a la misma en una cafetería para hablar del noviazgo de la veterinaria con su empleado. Durante la conversación, Renard nota que Juliette está sintiendo la misma atracción que el siente por ella. Juliette se siente culpable por acceder a la cita y se retira del lugar, dejando olvidadas sus gafas de sol. 
A pesar de enviar a un equipo de SWAT a buscar a Berna, el cadáver del mismo es encontrado al poco tiempo en su hogar. De regreso en la comisaría, Nick es visitado por Bud, quien viene a suplicarle que encuentre la manera de limpiar su reputación como Grimm pacífico ante la comunidad Wesen, los cuales se encuentran completamente asustados con los recientes asesinatos. Poco después de la retirada de Bud, el Eisbiber es raptado por ¡Ryan Smulson! 
Wu le comunica a Nick y a Hank su reciente descubrimiento: un vídeo de seguridad de la comisaría que revela a Ryan liberando a Berna del interrogatorio. Al haber descubierto la identidad del asesino de Wesen, Nick y Hank tratan de hallar a Ryan en su hogar, pero al llegar encuentran a una deprimida Sra. Smulson y un altar a Nick Burkhardt, en el cuarto de Ryan junto a varios recortes de casos en los que participó el Grimm. Nick y Hank deciden buscar a Ryan y Bud en el taller del último, y detienen al pasante de asesinar al inocente e inofensivo Eisbiber. Durante su confrontación, Ryan le confiesa a gritos a Nick, que lo admiraba y que se acercó a él para tratar de convencerlo de trabajar juntos. En medio de sus alteraciones, Ryan pierde el control y se transforma en un grotesco Wesen y le suplica a su ídolo la muerte, pero es capturado y derrotado.    
Esa misma noche, el capitán Renard visita a Juliette en su hogar para regresarle sus gafas, pero los dos terminan compartiendo un beso, lo que confirma las sospechas que Juliette tenía de la participación del hombre en su despertar del coma del hospital.

## Elenco
- David Giuntoli como Nick Burkhardt.
- Russell Hornsby como Hank Griffin.
- Bitsie Tulloch como Juliette Silverton.
- Silas Weir Mitchell como Monroe.
- Sasha Roiz como el capitán Renard.
- Bree Turner como Rosalee Calvert.
- Reggie Lee como el sargento Wu.

## Producción
La frase tradicional al comienzo del episodio es parte de cuento ficticio, presentado en el episodio, el cual fue descrito como "un cuento de hadas para wesen". 

### Guion
Este episodio terminó de revelar la verdadera naturaleza del personaje de Michael Grant Terry, quien se había integrado en la serie anteriormente como "un pasante en la comisaria que tiene como ídolo a Nick".

### Continuidad
- Juliette descubre que Renard la despertó del coma, además de que su lujuria por él crece más.
- Bud regresa luego de algunos meses de continuar con su vida.
- Ryan se revela como un Wesen dispuesto a asesinar a sus propios congéneres para realizar el trabajo de un Grimm.
- El episodio contiene ciertas referencias a Organ Grinder: La primera ocurre cuando Monroe menciona la palabra "testículos" y un personaje masculino se siente incómodo, en este caso se trata de Hank. La segunda es cuando Monroe compara a un Grimm por su cuenta como un Samurái, una comparación bastante parecida a la que realizó el líder de los asesinos de los Grimm para describir las acciones de Nick.

## Recepción

### Audiencia
En el día de su transmisión original en los Estados Unidos por la NBC, el episodio fue visto por un total de 5.640.000 de telespectadores.

### Crítica
El episodio ha recibido críticas mixtas entre los críticos y los fanáticos de la serie:
Emily Rome de Entertainment Weekly, comento que encontraba al episodio bastante oscuro y macabro. "En lo que podría ser el episodio más oscuro que el show tiene hasta ahora, Nick descubre más de lo que probablemente quería sobre sus ancestros, y las cosas se calientan entre Juliette y Renard".
Kevin McFarland de AV Club le dio a episodio una B+ en una categoría de la A a la F argumentando: "Aunque ya había visto venir lo torcido algunas escenas antes de que pasaran, nunca espere ver el giro que Grimm le dio, en una movida que revelo a Ryan como un formidable villano de este episodio. Este es Grimm y su forma más oscura de ligar las responsabilidades de Nick como policía y su identidad secreta como un Grimm, e incluso con una ayudadita, hizo un progreso destacado".